# Kleine Augsburger Freilichtbühne
Die Kleine Augsburger Freilichtbühne befindet sich im Innenhof der Jakoberwallanlage am südöstlichen Rand der Augsburger Innenstadt. Sie wurde von den Mitgliedern der Historischen Bürgergilde Augsburg errichtet und diente ursprünglich für vereinseigene Veranstaltungen (beispielsweise während der Augsburger Dult). Seit 1998 finden dort in den Sommermonaten auch Theateraufführungen des Sensemble Theaters statt. Die Zuschauerränge bieten etwa 80 Besuchern Platz. 